# Winter-Universiade 1993
Die Winter-Universiade 1993 fand vom 6. Februar bis 6. Februar 1993 in Zakopane statt.

## Sportarten
Es fanden 36 Medaillenentscheidungen in 8 Disziplinen statt.
- Biathlon
- Eishockey
- Eiskunstlauf
- Nordische Kombination
- Shorttrack
- Ski Alpin
- Skilanglauf
- Skispringen

## Medaillenspiegel
| Platz  | Mannschaft          | Gold | Silber | Bronze | Gesamt |
| ------ | ------------------- | ---- | ------ | ------ | ------ |
| 1      | Japan               | 6    | 5      | 4      | 15     |
| 2      | Volksrepublik China | 6    | 1      | 3      | 10     |
| 3      | Vereinigte Staaten  | 5    | 4      | 6      | 15     |
| 4      | Russland            | 5    | 2      | 4      | 11     |
| 5      | Südkorea            | 5    | 2      | 3      | 10     |
| 6      | Slowakei            | 3    | –      | 1      | 4      |
| 7      | Schweiz             | 3    | –      | –      | 3      |
| 8      | Frankreich          | 2    | 2      |        | 4      |
| 9      | Tschechien          | 2    | –      | –      | 2      |
| 10     | Deutschland         | 1    | 1      | 1      | 3      |
| 11     | Ukraine             | 1    | –      | –      | 1      |
| 12     | Italien             | –    | 6      | 2      | 8      |
| 13     | Nordkorea           | –    | 5      | 3      | 8      |
| 14     | Polen               | –    | 3      | 1      | 4      |
| 15     | Österreich          | –    | 2      | 6      | 8      |
| 16     | Belarus             | –    | 1      | 1      | 2      |
| 17     | Kasachstan          | –    | 1      | –      | 1      |
| 17     | Litauen             | –    | 1      | –      | 1      |
| 19     | Finnland            | –    | –      | 1      | 1      |
| Gesamt | Gesamt              | 39   | 36     | 36     | 111    |